# Twenty (película)
Twenty (en hangul: 스물; romanización revisada del coreano: Seumul) es una película surcoreana de género coming-of-age del 2015 protagonizada por Kim Woo-bin, Lee Junho y Kang Ha-neul. Fue escrita y dirigida por Lee Byeong-heon, su segundo largometraje luego de Cheer Up, Mr. Lee del 2012.

## Argumento
Chi-ho, Kyung-jae y Dong-woo son mejores amigos que recién se graduaron de secundaria y cumplieron 20 años. Chi-ho es un mujeriego desempleado que vive el momento y cuya prioridad número uno es salir y seducir mujeres. Kyung-jae es un estudiante universitario mojigato cuya meta es ser aceptado en un trabajo corporativo; es extremadamente tímido alrededor de las chicas, pero se transforma completamente cuando está ebrio. Y el despreocupado Dong-woo sueña con convertirse en dibujante, pero cuando su familia se va a la bancarrota, se ve forzado a convertirse en el sostén económico de la familia y asumir varios trabajos de medio tiempo.

## Reparto
- Kim Woo-bin como Chi-ho.[11][12][13][14][15][16]
- Lee Junho como Dong-woo.[17][18][19][20][21][22][23]
- Kang Ha-neul como Kyung-jae.[24][25]
- Jung So-min cuando So-min.
- Jung Joo-yeon como Eun-hye.
- Min Hyo-rin como Jin-joo.
- Lee Yu-bi como So-hee.[26]
- Kim Eui-sung como el padre de Chi-ho.
- Yang Hyun-min como So-joong.
- Choi Chamsarang como Sa-rang.
- Ahn Jae-hong como In-gook.
- Na In-woo como Dong-won.
- Baek Soo-hee como Min-jung.[27]
- Song Ye-dam/Song Ye-joon como Twins.
- Han Joon-woo como Club DJ.
- Heo Joon-seok como Beom-soo.
- Jung Yeo-jin como esposa de Beom-soo.
- Kim Jong-soo como tío de Dong-woo.
- Hong Wan-pyo como Director asistente.
- Kim Chan-hyeong como Head.
- So Hee-jung como madre de Kyung-jae.
- Park Myung-shin como madre de Chi-ho.
- Oh Ha-nee como una maquilladora.
- Cha Min-ji como una chica de veinte años.
- Park Hyuk-kwon como Director de Película (cameo).
- Oh Hyun-kyung como madre de Dong-woo (cameo).
- Kim Jae-man como jefe de Chicken house (cameo).
- Choi Il-gu como presentador de noticias (cameo).

## Música
Dos singles fueron lanzados como la banda sonora "especial" de la película. La parte 1 (lanzada el 6 de marzo de 2015) presentó un dúo entre Lee Junho y Lee Yu-bi titulado "Cupid's Arrow", y la parte 2 (lanzada el 18 de marzo de 2015) presentó "Twenty" cantada por la boyband Sweet Sorrow con narración de Kim Woo-bin.

## Lanzamiento

### Corea del Sur
Twenty fue lanzada en Corea del Sur el 25 de marzo de 2015. Encabezó la taquilla en su fin de semana de estreno, atrayendo 1 136 866 espectadores y una recaudación de 8740 millones de wones (7,93 millones de dólares). Al 19 de abril de 2015 había recaudado 21,3 millones de dólares con casi tres millones de admisiones.

### Internacional
La película fue lanzada por CJ Entertainment America en 25 teatros a través de Estados Unidos el 17 de abril de 2015.
También se estrenó en otros países asiáticos como Japón, Taiwán, Hong Kong, Singapur, Malasia, y Vietnam.

## Premios y nominaciones
| Año  | Premio                                   | Categoría                       | Nominado        | Resultado |
| ---- | ---------------------------------------- | ------------------------------- | --------------- | --------- |
| 2015 | 51º. Baeksang Arts Awards                | Mejor Nuevo Director (Película) | Lee Byeong-heon | Nominado  |
| 2015 | 51º. Baeksang Arts Awards                | Mejor Nuevo Actor (Película)    | Kang Ha-neul    | Nominado  |
| 2015 | 51º. Baeksang Arts Awards                | Actor Más Popular (Película)    | Kim Woo-bin     | Nominado  |
| 2015 | 51º. Baeksang Arts Awards                | Actor Más Popular (Película)    | Kang Ha-neul    | Nominado  |
| 2015 | 51º. Baeksang Arts Awards                | Actor Más Popular (Película)    | Lee Junho       | Nominado  |
| 2015 | Korean Film Actors' Guild Awards         | Mejor Nuevo Actor               | Kang Ha-neul    | Ganador   |
| 2015 | Korean Film Actors' Guild Awards         | Premio de Popularidad           | Kim Woo-bin     | Ganador   |
| 2015 | 15º. Korea World Youth Film Festival     | Nuevo Actor Favorito            | Kang Ha-neul    | Ganador   |
| 2015 | 24º. Buil Film Awards                    | Mejor Nuevo Actor               | Kim Woo-bin     | Nominado  |
| 2015 | 52º. Grand Bell Awards                   | Mejor Nuevo Actor               | Kang Ha-neul    | Nominado  |
| 2015 | 52º. Grand Bell Awards                   | Mejor Nuevo Director            | Lee Byeong-heon | Nominado  |
| 2015 | 52º. Grand Bell Awards                   | Premio de Popularidad           | Kim Woo-bin     | Nominado  |
| 2015 | 52º. Grand Bell Awards                   | Premio de Popularidad           | Lee Junho       | Nominado  |
| 2015 | 52º. Grand Bell Awards                   | Premio de Popularidad           | Lee Yu-bi       | Nominada  |
| 2015 | 36th Blue Dragon Film Awards             | Mejor Nuevo Director            | Lee Byeong-heon | Nominado  |
| 2015 | 36th Blue Dragon Film Awards             | Mejor Nuevo Actor               | Kang Ha-neul    | Nominado  |
| 2015 | 36th Blue Dragon Film Awards             | Mejor Nueva Actriz              | Lee Yu-bi       | Nominada  |
| 2015 | The Korea Film Actors Association Awards | Premio Mejor Nuevo Director     | Lee Byeong-heon | Ganador   |